# عام الأباطرة الخمسة

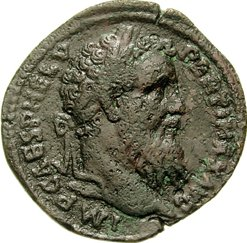

تشير سنة الأباطرة الخمسة إلى عام 193 م، والتي كان فيها خمسة من المطالبين بلقب الإمبراطور الروماني : برتيناكس، ديديوس جوليانوس، بيسينيوس نيجر، كلوديوس ألبينوس، وسبتيموس سيفيروس . بدأ هذا العام فترة من الحرب الأهلية عندما تنافس العديد من الحكام للحصول على فرصة ليصبحوا القيصر.
بدأت الاضطرابات السياسية بقتل الإمبراطور كومودس في ليلة رأس السنة الميلادية 192 م. بمجرد اغتيال كومودوس، تم تسمية بيرتيناكس إمبراطورًا، لكنه أثار على الفور معارضة من الحرس الجمهوري عندما حاول الشروع في الإصلاحات. ثم تآمروا على اغتياله، وقتل بيرتيناكس أثناء محاولته التعقل والتعامل مع المتمردين. كان فقط إمبراطورًا لمدة ثلاثة أشهر. خلفه ديديوس جوليانوس، الذي اشترى اللقب من الحرس البريتوري، لكن أطاح به سبتيموس سيفيروس وأعدم في 1 يونيو. أعلن مجلس الشيوخ أن سيفيروس هو القيصر، لكن بيسينيوس نيجر كان معاديًا عندما أعلن نفسه إمبراطورًا. بدأت هذه الحرب الأهلية بين نيجر وسيفيروس. جمعت القوات وقاتلت في جميع أنحاء أراضي الإمبراطورية. بسبب هذه الحرب، سمح سيفيروس لكلوديوس ألبينوس، الذي كان يشتبه في أنه يمثل تهديدًا، بأن يشارك في عملية قيصر حتى لا يضطر سيفيروس إلى الانشغال بالحكم الإمبراطوري. سمحت له هذه الخطوة بالتركيز على شن الحرب على النيجر. معظم المؤرخين يوافقون علي أن سيفيروس وألبينوس إمبراطوران، على الرغم من أنهم حكموافي وقت و احد. تم إنشاء السلالة السيفيروية من فوضى 193 م.

## = أنظر أيضا
- سنة الأباطرة الأربعة (69 ميلادية)
- سنة الأباطرة الستة (238 م)